# Penne (massa)

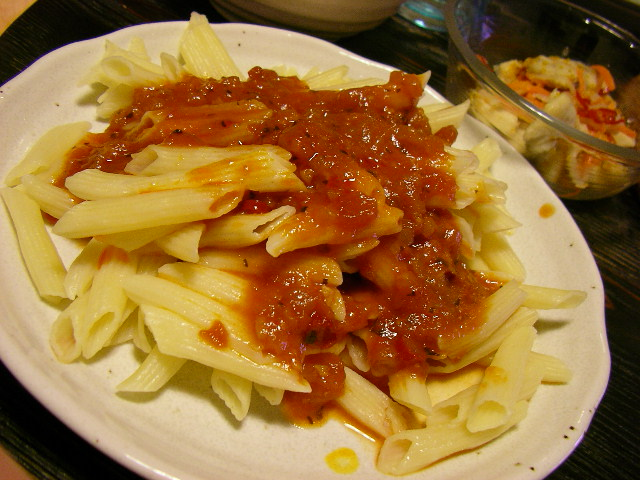
Penne com molho.

Penne é um tipo de massa alimentícia em forma de cânula de pena (canudo), e pode portanto ser considerada um macarrão.
Os penne podem ser servidos com um molho ou numa preparação feita no forno.